# Marilyna darwinii
Marilyna darwinii är en fiskart som först beskrevs av François Louis Nompar de Caumont de Laporte 1873.  Marilyna darwinii ingår i släktet Marilyna och familjen blåsfiskar. Inga underarter finns listade i Catalogue of Life.